# Klaus Eberhard (tennista)
Klaus Eberhard (Datteln, 15 settembre 1957) è un ex tennista tedesco.

## Carriera
A livello giovanile ha conquistato il torneo Avvenire nel 1972, tra gli adulti ha vinto due titoli nel doppio maschile mentre in singolare non ha mai disputato una finale nel circuito principale raggiungendo al massimo l'81ª posizione in classifica nel maggio 1981.
Ha giocato due incontri con la Germania Ovest durante la Coppa Davis 1981 venendo sconfitto in entrambe le occasioni.

## Statistiche

### Doppio

#### Vittorie (2)
| Numero | Data        | Torneo                             | Superficie  | Compagno      | Avversari in finale           | Punteggio     |
| 1.     | marzo 1979  | Lorraine Open, Nancy               | Cemento     | Karl Meiler   | Robin Drysdale Andrew Jarrett | 4–6, 7–6, 6–3 |
| 2.     | luglio 1980 | Austrian Open Kitzbühel, Kitzbühel | Terra rossa | Ulrich Marten | Carlos Kirmayr Chris Lewis    | 6–4, 3–6, 6–4 |